# José Elías Moreno
José Elías Moreno (Cidade do México, 13 de junho de 1956), é um ator de televisão, cinema e teatro mexicano. Usa o mesmo nome de seu pai, José Elías Moreno.
Ele estreou como ator de cinema em 1975 no filme "Survivientes de los Andes", depois em 1977 no teatro na peça Fuenteovejuna e na televisão na telenovela Marcha nupcial. Ele se destacou na televisão em seu primeiro papel antagônico em 1992 em De frente al sol, então em 2007 ele retornou para realizar um excelente desempenho como um vilão em Pasión, estreou em 1997 como Diretor de Cena na série Hotel Paraíso e fez sua estréia como Diretor de cena nos melodramas na produção Nem com você nem sem você. Além disso, ele foi destaque como diretor de cena no teatro em obras de corte humorístico

## Telenovelas
- Mi amor sin tiempo (2024) - Gonzalo Uriarte
- Golpe de suerte (2023-2024) - Crispín Palominos
- Pienso en ti (2023) - Sergio Torreblanca
- La madrastra (2022) - Santino González
- Amor dividido (2022) - Domingo Moreno
- Diseñando tu amor (2021) - Horacio Barrios
- Fuego ardiente (2021) - Padre Mateo Ocampo
- Vencer el desamor (2020-2021) - Joaquín Falcón Ruiz
- Médicos, línea de vida (2019-2020) - Dr. Gonzalo Olmedo
- El dragón (2019-2020) - Lamberto Garza
- Por amar sin ley (2018) - Joel Muñiz
- Sin rastro de ti (2016) - Raúl Santillana
- El hotel de los secretos (2016) - Juez
- La sombra del pasado (2014-2015) - Antonio Santos
- Quiero amarte (2013-2014) - Mauro Montesinos
- Amor Bravío (2012) - Leoncio Martínez
- Niña de mi corazón (2010) - Benigno Paz
- Camaleones (2009) - Armando Jaramillo
- Juro que te amo (2008) - Rogelio Urbina
- Pasión (2007) - Alberto Lafont
- Heridas de amor (2006) - Francisco Jiménez
- Sueños y caramelos (2005) - Mauro
- Rubí (2004) - Genaro Duarte
- Corazones al límite (2004) - Lic. Fuentes
- Clase 406 (2002-2003) - Manuel del Moral
- Primer amor... a mil por hora (2000-2001) - Esteban Luna
- Cuento de Navidad (1999)
- Ángela (1998) - Sacerdote Martín Villanueva
- Mi pequeña traviesa (1997-1998) - Don Chente
- Mi querida Isabel (1996-1997) - Manuel
- Sentimientos ajenos (1996) - José María
- Morir dos veces (1996) - Aarón Sermeño
- Si Dios me quita la vida (1995)
- De frente al sol (1992) ... Morán Marino
- Amor de nadie (1990) - Jorge
- Flor y canela (1989)
- Amor en silencio (1987) - José María
- Cicatrices del alma (1986)
- Esperándote (1985) - Pablo
- Bianca Vidal (1985) - Enrique
- Principessa (1984)
- Amalia Batista (1983) - Luis
- Déjame vivir
- Soledad (1981) - Juan
- Colorina (1980) - Danilo
- El medio pelo (1980) - Cristóbal
- Los ricos también lloran (1979) - Pascual
- Supervivientes de los Andes (1976) - Rodrigo

### Séries
- Bajo el mismo techo (2005) .... José "Pepe" Acosta
- La familia P. Luche (2002) .... el Tío Diodoro
- Diseñador ambos sexos Capítulo 1: La supervivencia del más apto (2001) .... Empresario
- Mujer, casos de la vida real (2000)
- Hotel Paraíso (1997)

### Filmes
- La hija del caníbal (2003) .... Ramón
- Inesperado amor (1999)
- Santo Enredo (1995) (TV) .... Rigoberto Lukas
- Santera (1994) .... Juan De La Cruz
- Ganador, El (1992)
- Relaciones violentas (1992)
- Ayúdame compadre (1992)
- Latino Bar (1991)
- Esa mujer me vuelve loco (1991) .... Carlos
- Un corazón para dos (1990)
- Colmillos, el hombre lobo (1990)
- Había una vez una estrella (1989)
- Un sábado más (1988) .... El grande/Isauro
- Delincuente (1984) ..... Gonzalo
- Niño pobre, niño rico (1983)
- Coqueta (1983)
- Supervivientes de los Andes (1976) .... Rodrigo Fernández

### Como Diretor de Cena
- Tenías que ser tú (2018)
- Corazón que miente (2016)[1][2]
- La sombra del pasado (2014-2015)
- La mujer del Vendaval (2012-2013)
- Ni contigo ni sin ti (2011)
- Güereja de mi vida (2001)